# التهاب البروستات
التهاب الموثة أو التهاب البروستات (بالإنجليزية: Prostatitis)‏ هو التهاب غدة بروستاتا لدى الرجال. يتم تشخيص التهاب البروستات عن طريق القصة المرضية والفحص السريري الجيد بالإضافة لبعض التحاليل المخبرية ويشخص التهاب البروستات عند 8 ٪ من مجمل مرضى المسالك البولية و1 ٪ من جميع الزيارات الأولية لطبيب الرعاية الصحية في الولايات المتحدة.

## الأسباب
يشير مصطلح التهاب البروستات بمعناه الدقيق إلى التهاب نسيج هذه الغدّة. وهو غالبا التهاب إنتاني جرثومي ولكنه قد يحدث أيضاً في بعض الحالات دون وجود سبب إنتاني.

## أهم الأعراض والعلامات
أهم الأعراض التي قد نجدها في التهاب البروستات الترفع الحروري وألم أسفل البطن وتدمي السائل المنوي ومن العلامات التي يلاحظها الطبيب ألم شديد بالمس الشرجي